# HD 80606 b
HD 80606 b – planeta pozasłoneczna typu gorący jowisz położona w gwiazdozbiorze Wielkiej Niedźwiedzicy, odległa o około 190 lat świetlnych od Ziemi. Posiada niezwykle wydłużoną orbitę, przez co na powierzchni tego gazowego olbrzyma mają miejsce ekstremalne zmiany pogodowe.

## Charakterystyka planety

Symulacja przedstawiająca ruch planety po orbicie

Planeta została odkryta w 2001 przez szwajcarskich astronomów pod kierownictwem Dominique’a Naefa, ma najbardziej ekscentryczną orbitę ze wszystkich znanych planet – w apocentrum planeta oddalona jest o 0,85 au od gwiazdy, a w perycentrum odległość ta wynosi jedynie 0,03 au.
W czasie maksymalnego zbliżenia planety do słońca, temperatura jej atmosfery wzrasta szybko z 800 do 1500 K i w atmosferze planety powstają gwałtowne burze przemieszczające się z prędkością ponad 5000 m/s, wyższą niż prędkość dźwięku.